# (1886) Lowell
(1886) Lowell (1949 MP) – planetoida z pasa głównego asteroid okrążająca Słońce w ciągu 4,26 lat w średniej odległości 2,63 j.a. Odkryta 21 czerwca 1949 roku.